# Аршак II (Партия)
Аршак II или Арсак (познат е и като Артабан) е владетел на Партия от династията на Арсакидите. Управлява от 211 пр.н.е. до 191 пр.н.е.
Може би е племенник на Арсак I (син на брат му Тиридат I). През 209 пр.н.е. царят на селевкидите Антиох III Велики предприема успешен поход срещу Партия, окупира столицата Хекатомпил и принуждава Арсак II да се признае за негов васал. В замяна на това е скючен мир и Арсак получава Хиркания.